# Danilo Nogy
Danilo Nogy de Oliveira (Jacareí, 4 de maio de 1989) é um youtuber, blogueiro, escritor e administrador brasileiro, conhecido por apresentar o Canal 90 no YouTube.

## Infância e educação
Danilo Nogy de Oliveira nasceu em 4 de maio de 1989, em Jacareí, no interior de São Paulo. O sobrenome Nogy é de ascendência húngara, sendo a grafia original "Nagy". Durante a infância, estudou em escolas públicas e sempre gostou de jogar videogame, desenhar e de criar jogos para seus irmãos se divertirem.
Aos 16 anos, teve seu primeiro emprego como estagiário na prefeitura de sua cidade natal. Aos 18, trabalhou em uma loja de videogames e em 2009, iniciou a faculdade de Administração de Empresas, trabalhando alguns no ramo automotivo, no setor de compras.

## Carreira

### Primeiros anos (2012ㅡ2016)
Chegou a trabalhar em empresa do ramo automotivo. Formado em Administração de Empresas, Danilo Nogy criou o Canal 90 em 2012, hoje com mais de 5 milhões de inscritos e mais de 1.6 bilhão de visualizações, o que o elevou à celebridade na internet. Em seu canal, ele fala sobre diversos temas nostálgicos, como brinquedos antigos, games, novelas, produtos em geral, pessoas famosas; é considerado mundialmente o maior canal sobre anos 90 do YouTube.
Em 2016, deu sua primeira entrevista na TV para o programa Contraplano, quando então falou sobre as experiências e os desafios no canal.

### 1 milhão de inscritos (2018ㅡpresente)
Em novembro de 2018, lançou o livro Como Eu Sobrevivi Aos Anos 90, pela Editora Planeta, que figurou dentre os livros mais vendidos na Amazon. Em dezembro de 2018, Nogy foi entrevistado no programa The Noite, por Danilo Gentili, em que contou sobre como construiu seu canal, dos vídeos mais acessados e de algumas curiosidades, como, por exemplo, o fato de ter encontrado o "Menino Fã de Raça Negra" (Luiz Salles) e de ter entrevistado o bebê da capa do álbum Nevermind, do Nirvana.
No ano de 2019, foi convidado do extinto Encontro com Fátima Bernardes para falar a respeito de seu canal, de seu livro, os anos 90 e sobre o lançamento da novela Verão 90, pela Rede Globo. Hoje em dia, o canal aborda diversos temas envolvendo não só a nostalgia, mas também bastidores da TV e do mundo dos famosos. Nogy já gravou inclusive com a atriz e apresentadora Carolina Ferraz.

## Vida pessoal
Danilo Nogy é casado com a farmacêutica e empresária Ana Carolina Nogy, com quem tem dois filhos chamados Gabriel e Letícia.

## Prêmios
| Ano  | Prêmio              | Categoria              | Resultado |
| ---- | ------------------- | ---------------------- | --------- |
| 2020 | Prêmio Influency.me | Variedades             | Venceu    |
| 2022 | Prêmio iBest        | Cultura e Curiosidades | Venceu    |